# Westerdiepsterdallenkanaal
Het Westerdiepsterdallenkanaal is een kanaal in de Nederlandse provincie Groningen.
Het Westerdiepsterdallenkanaal kwam in 2009 gereed als een laatste schakel in de vaarverbinding tussen de waterwegen in Oost-Groningen en het Zuidlaardermeer. Het kanaal loopt van het Langebosschemeer (of Zeilmeer) bij Wildervank in de gemeente Veendam naar het Kieldiep in de gemeente Midden-Groningen. In het kanaal ligt, nabij de plaats Borgercompagnie, een zelfbedieningsschutsluis, het 'Westerverlaat'.
Door het platform Berend Botje is al tijdens de aanleg van het kanaal bezwaar aangetekend tegen het vernietigen van de biotoop van de krabbenscheer - en daardoor ook van de groene glazenmaker - in het gebied door de aanleg van het nieuwe kanaal. In 2017 werd het platform door de Raad van State in het gelijkgesteld. Het rijk dient alsnog te zoeken naar een - andere - compensatielocatie.